# Montesilvano
Montesilvano est une ville et une commune italienne de la province de Pescara, dans la région des Abruzzes.

## Géographie

### Situation
Montesilvano est située sur le littoral de la mer Adriatique, au nord-est de Pescara avec laquelle elle forme une agglomération.
Elle comprend Montesilvano Colle, le centre ancien de la commune, et Montesilvano Marina ou Montesilvano Spiaggia, partie la plus moderne et la plus peuplée, qui abrite le siège de la commune.

## Politique et administration

### Administration municipale
| Période                                  | Période  | Identité                     | Étiquette                                  | Qualité                    |
| ---------------------------------------- | -------- | ---------------------------- | ------------------------------------------ | -------------------------- |
| 1944                                     | 1945     | Francesco Di Giampaolo       |                                            | Maire                      |
| 1945                                     | 1946     | Mario Di Simone              |                                            | Commissaire préfectoral    |
| 1946                                     | 1951     | Ettore Serafini              |                                            | Commissaire préfectoral    |
| 1951                                     | 1955     | Filomena Delli Castelli      | Démocratie chrétienne                      | Commissaire préfectoral    |
| 1955                                     | 1964     | Silvino Di Giovanni          |                                            | Commissaire préfectoral    |
| 1965                                     | 1965     | Domenico De Donatis          |                                            | Commissaire préfectoral    |
| 1965                                     | 1970     | Licinio Di Fulvio            |                                            | Commissaire extraordinaire |
| 1970                                     | 1975     | Leo Fuschi                   |                                            | Commissaire extraordinaire |
| 1975                                     | 1979     | Vittorio Agostinone          |                                            | Commissaire préfectoral    |
| 1979                                     | 1980     | Carmine Fusilli              | PSDI                                       | Maire                      |
| 1980                                     | 1982     | Stefano Di Blasio            |                                            | Commissaire préfectoral    |
| 1982                                     | 1983     | Leo Fuschi                   |                                            | Commissaire préfectoral    |
| 1983                                     | 1985     | Domenico De Massis           | PSDI                                       | Maire                      |
| 1988                                     | 1989     | Giovanni Massimiliano Pavone | DC                                         | Maire                      |
| 1989                                     | 1990     | Carmine D'Andreamatteo       | DC                                         | Maire                      |
| 1990                                     | 1995     | Paolo Di Blasio              | DC                                         | Maire                      |
| 1995                                     | 1999     | Renzo Gallerati              | PPI, DL                                    | Maire                      |
| 1999                                     | 2004     | Renzo Gallerati              | PPI, DL                                    | Maire                      |
| 2004                                     | 2006     | Enzo Cantagallo              |                                            | Maire                      |
| 2006                                     | 2007     | Fulvio Rocco                 |                                            | Commissaire préfectoral    |
| 2007                                     | 2007     | Fulvio Rocco                 |                                            | Commissaire extraordinaire |
| 2007                                     | 2012     | Pasquale Cordoma             | AN, FI, UDC, liste civique de centre-droit | Maire                      |
| 2012                                     | 2014     | Attilio Di Mattia            | PD                                         | Maire                      |
| 2014                                     | 2014     | Maria Pia De Rosa            |                                            | Commissaire préfectoral    |
| 2014                                     | 2014     | Maria Pia De Rosa            |                                            | Commissaire extraordinaire |
| 2014                                     | en cours | Francesco Maragno            | FI, FdI-AN, liste civique de centre-droit  | Maire                      |
| Les données manquantes sont à compléter. |          |                              |                                            |                            |

### Hameaux
Case di Pietro, Colonnetta, Fossonono, Mazzocco, Montesilvano Colle, Montesilvano Marina (o Montesilvano Spiaggia), Santa Venere, Trave, Villa Canonico, Villa Carmine, Villa Verlengia et Villa Verrocchio.

### Jumelages
- Settimo Torinese (Italie).
- Bender (Moldavie).
- Lahnstein (Allemagne) depuis 2016.
- Gradiška (Bosnie-Herzégovine) depuis 2018.
- Reggio de Calabre (Italie) depuis 2009.
- Zocca (Italie) depuis 2018.

## Sport
- Football : ASD Montesilvano Calcio. ASD 2000 Calcio Acqua e Sapone Montesilvano, fondé en 1999.
- Futsal : Città di Montesilvano Calcio a 5 (1984-2017)

## Lieux et monuments

### Architecture religieuse
- Église de Notre-Dame-des-Neiges (Chiesa della Madonna della Neve), datant du XIIIe siècle.
- Église paroissiale de Saint Michel Archange (Chiesa parrocchiale di San Michele Arcangelo), datant du XIIe siècle.
- Oasis de l'Esprit (Oasi dello Spirito)
- Église Saint Antoine de Padoue (Chiesa di Sant'Antonio di Padova), construite en 1933.
- Église Saint Jean Bosco (Chiesa di San Giovanni Bosco), construite en 1963.
- Église de la Bienheureuse Marie Mère de l'Église (Chiesa della Beata Maria Madre della Chiesa), construite en 1994.

### Architecture civile
- Palais Delfico (Palazzo Delfico), datant du XVIIIe siècle.
- Ancienne colonie de vacances fasciste "Stella Matutina" (Ex colonia fascista "Stella Matutina"), construit en 1938 et 1939.
- La petite colonne (La Colonnetta)
- Villa Delfico, datant du XIXe siècle.

### Autre patrimoine
- Réserve naturelle Sainte Filomène (Riserva naturale Pineta di Santa Filomena)

## Personnalités liées à la commune
- Emidio Agostinoni (1879-1933), homme politique, photographe, journaliste, enseignant, né à Montesilvano.
- Dean Martin (1917-1995), chanteur italo-américain, dont les parents sont originaires de Montesilvano.
- Guy Moll (1910-1934),  pilote automobile français mort à Montesilvano.